# Kanton Maignelay-Montigny
Kanton Maignelay-Montigny (fr. Canton de Maignelay-Montigny) byl francouzský kanton v departementu Oise v regionu Pikardie. Skládal se z 20 obcí. Zrušen byl po reformě kantonů 2014.

## Obce kantonu
- Coivrel
- Courcelles-Epayelles
- Crèvecœur-le-Petit
- Domfront
- Dompierre
- Ferrières
- Le Frestoy-Vaux
- Godenvillers
- Léglantiers
- Maignelay-Montigny
- Ménévillers
- Méry-la-Bataille
- Montgérain
- Le Ployron
- Royaucourt
- Sains-Morainvillers
- Saint-Martin-aux-Bois
- Tricot
- Wacquemoulin
- Welles-Pérennes